# Derechos humanos en Catar
El estado de los derechos humanos en Catar sigue siendo preocupante para muchas ONG. Organizaciones como Amnistía Internacional y Human Rights Watch, denuncian que en Catar se violan derechos humanos fundamentales, especialmente derechos de los trabajadores migrantes, las mujeres y las personas LGBT.
Según Human Rights Watch, en junio de 2012, cientos de miles de trabajadores emigrantes de la construcción, procedentes sobre todo del sureste asiático, corrían el riesgo de sufrir explotación y abusos, llegando en ocasiones a trabajar en condiciones de esclavitud.

## Derechos laborales

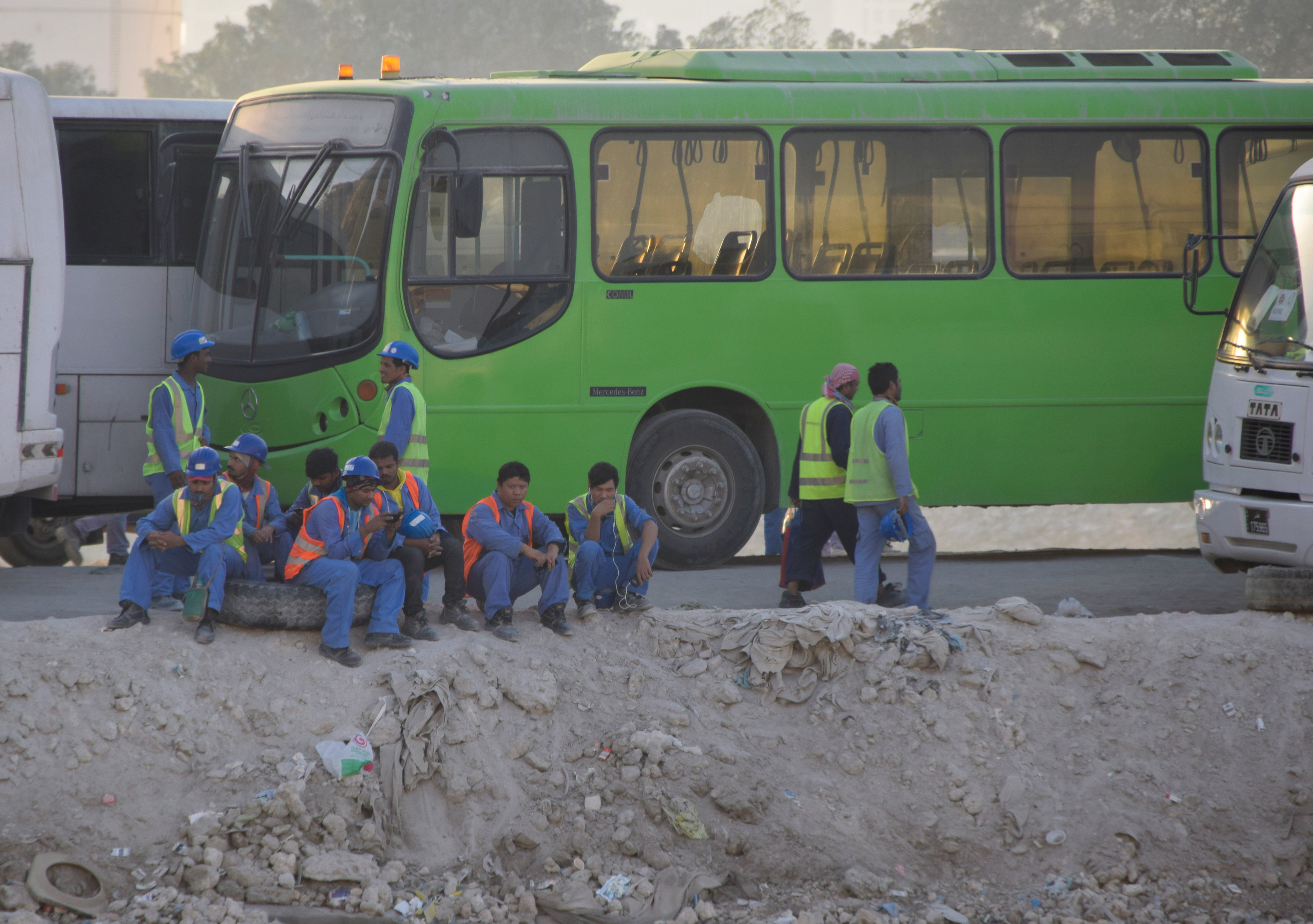
Trabajadores migrantes en Doha, 2018

### Trabajos forzosos
Según el Departamento de Estado de los Estados Unidos, los trabajadores expatriados procedentes de Asia y algunas zonas de África son obligados rutinariamente a ejercer trabajos forzosos, y en algunos casos, la prostitución. La mayoría de estos trabajadores han emigrado voluntariamente a Catar como obreros poco cualificados o asistentes domésticos, pero se les somete a condiciones indicativas de servidumbre involuntaria. Entre las vulneraciones más comunes de los derechos laborales, los malos tratos físicos, falta de pago, cargar a los trabajadores gastos que son responsabilidad del empleador, severas restricciones de la libertad de movimientos (confiscación de pasaportes, documentos de viaje o permisos de salida), detención arbitraria, amenazas de acciones legales y agresiones sexuales. Muchos emigrantes llegan a Catar después de pagar sumas exorbitantes a las personas que los contrataron en sus países de origen, una práctica que hace a los trabajadores extremadamente vulnerables a los trabajos forzosos una vez en Catar.
Como otras monarquías del Golfo, Catar tiene leyes de apadrinamiento que han sido muy criticadas y tachadas de «moderna esclavitud». Según estas leyes, los patrocinadores tienen poder para cancelar unilateralmente los permisos de residencia de los trabajadores, negarles el derecho a cambiar de empleo, informar a la policía de la «fuga» de un trabajador e impedirles abandonar el país Como resultado, los patrocinadores pueden restringir los movimientos de los trabajadores, y estos temen denunciar los abusos o exigir sus derechos, lo que contribuye a su situación de trabajo forzoso.
Los empleados domésticos son especialmente vulnerables al tráfico de personas, ya que se encuentran aislados en casas particulares y no están cubiertos por las leyes laborales. Catar es también destino para muchas mujeres que emigran por motivos legítimos y acaban viéndose envueltas en la prostitución, pero se desconoce hasta qué punto estas mujeres son forzadas a ejercerla. Algunas de estas víctimas podrían ser trabajadoras domésticas huidas que han caído en las redes de la prostitución controlada por personas que explotan su situación ilegal.
El gobierno afirma estar haciendo un buen trabajo respecto a los derechos humanos y al tratamiento de los trabajadores. En 2002 se fundó la Comisión Nacional de Derechos Humanos (NHRC) para salvaguardar y consolidar los derechos humanos de todas las personas sometidas a la jurisdicción del estado. En un intento por combatir el tráfico humano, la jequesa Mozah bint Nasser Al-Missned creó la Fundación para Combatir el Tráfico Humano (QFCHT).
Barwa, la agencia catarí de contrataciones, está construyendo una zona residencial para obreros conocida por Barwa Al Baraha (llamada también Ciudad de los trabajadores). El proyecto se puso en marcha tras un reciente escándalo en los campos de trabajo de Dubái, y pretende proporcionar unas condiciones de vida razonables según se definen en la nueva legislación de derechos humanos

### Preparación del mundial de fútbol y supuestos abusos
El auge de la construcción previo a la celebración en Catar del Campeonato Mundial de Fútbol ha llevado supuestamente a un incremento de los abusos contra los derechos humanos. En 2013, Amnistía Internacional publicó informes según los cuales varios emigrantes pasaban hambre por falta de pago de su salario. El informe dice que los trabajadores son «tratados como ganado». Según un artículo de the Guardian (basado en documentos obtenidos en la embajada nepalí en Catar), en septiembre de 2013 docenas de obreros emigrantes nepalíes murieron en Catar en el espacio de pocas semanas, y cientos más soportaban espantosos abusos laborales. Según el análisis, las actuales prácticas de construcción habrán provocado más de 4000 muertes cuando se celebre el mundial de fútbol en 2022. En diciembre de 2013, la FIFA había investigado pero no había tomado medidas para obligar a Catar a mejorar las condiciones de los trabajadores.

### Trabajo inmigrante y tráfico humano
Catar es un destino para mujeres y hombres del sudeste y sur de Asia, que emigran por voluntad propia, pero acaban sumidos en una servidumbre involuntaria como trabajadores domésticos y obreros, y en menor medida, víctimas de la explotación sexual. El delito más común es el de obligar a los trabajadores a aceptar peores condiciones de trabajo que las ofrecidas cuando los contrataron. Otros delitos incluyen trabajo en sclavitud, negación de salario, restricciones de movimientos, detención arbitraria y abusos físicos, mentales y sexuales.
Según el informe «Tráfico de personas» del Departamento de Estado de los Estados Unidos, hombres son atraídos a Catar con de altos salarios y acaban forzados a trabajar sin paga. El informe afirma que las leyes cataríes contra el trabajo forzoso se aplican muy raramente, y que suelen terminar con la detención de las víctimas en centros de deportación, esperando que se complete el proceso legal. El informe describe Catar como un país que ni satisface los estándares mínimos ni parece hacer grandes esfuerzos para lograrlos.
El gobierno mantiene que Catar es un país de referencia en lo que respecta a los derechos humanos.
En Catar existen leyes de apadrinamiento, que han sido ampliamente criticadas, tildándolas de ser lo más parecido a la moderna esclavitud. El sistema kafala de apadrinamiento existe en todos los países del Golfo Pérsico excepto en Baréin, y significa que un trabajador (no se aplica a turistas) no puede entrar en el país sin un kafala o padrino, no puede abandonarlo sin permiso de este kafala (debe contar con un permiso de salida otorgado por el padrino o kafala), y el padrino tiene derecho a prohibir al empleado entrar en Catar entre 2 y 5 años después de su partida. Varios padrinos gubernamentales han ejercido recientemente este derecho para evitar que los empleados abandonen el país, reteniéndoles contra su voluntad sin motivo aparente. Algunas personas que han renunciado a su trabajo han visto cómo se les denegaba el permiso de salida, vulnerando su derecho básico a abandonar el país. Muchos padrinos no permiten la trasmisión de un empleado a otro padrino.

## Derechos de la mujer
El sistema discriminatorio de tutela masculina que se aplica en Catar niega a las mujeres el derecho a tomar decisiones fundamentales sobre sus vidas, según la organización Human Rights Watch. Las mujeres en Catar deben conseguir el permiso de sus tutores masculinos para casarse, estudiar en el extranjero con becas del Gobierno, acceder a muchos empleos gubernamentales, viajar al extranjero hasta cierta edad y recibir algunas formas de atención de la salud reproductiva. Este sistema discriminatorio también niega a las mujeres la posibilidad de desempeñarse como tutoras principales de sus hijos e hijas. Según las leyes cataríes, las mujeres deben obtener el permiso de sus esposos para casarse, independientemente de la edad o de su estado civil anterior. Una vez casada, se puede considerar que la mujer es “desobediente” si no obtiene el permiso de su esposo antes de trabajar o viajar, o si abandona el hogar o se niega a mantener relaciones sexuales con él.
Las mujeres no pueden ser tutoras principales de sus propios hijos o hijas en ningún momento. No tienen autoridad para tomar decisiones independientes respecto de los documentos, finanzas, viajes de sus hijos y a veces ni siquiera respecto de su escolaridad y tratamiento médico, incluso si están divorciadas. Debido a la discriminación en las leyes relacionadas al divorcio y a las decisiones respecto de hijos e hijas, muchas mujeres quedan atrapadas en relaciones abusivas.

## Derechos individuales

### Pena de muerte
Catar mantiene la pena de muerte, sobre todo para delitos de espionaje y otras amenazas a la seguridad nacional. La apostasía también está considerada delito capital, junto con la sodomía y las relaciones fuera del matrimonio.

### Castigos físicos
En Catar se utiliza la Flagelación como castigo por el consumo de alcohol o las relaciones sexuales ilícitas. Según Amnistía Internacional, en 2012 al menos seis extranjeros fueron condenados a recibir entre 40 y 100 azotes.

### Residencia y naturalización
Catar es uno de los países que más discrimina entre expatriados y ciudadanos. No tiene un patrón salarial para la mano de obra inmigrante, y no permite los sindicatos. Bajo la ley de apadrinamiento de Catar, los padrinos tienen poder unilateral para cancelar los permisos de residencia de los trabajadores, negarles la posibilidad de cambiar de trabajo, denunciar la «fuga» de un trabajador a las autoridades e impedirles abandonar el país. Como resultado, los padrinos pueden restringir los movimientos de los empleados y los trabajadores pueden llegar a tener miedo de denunciar abusos o reclamar sus derechos
El gobierno de Catar quiere proteger a toda costa el orden actual y no quiere comprometer sus valores culturales ni su modelo de vida permitiendo que los extranjeros se conviertan en una parte permanente de la sociedad. El único camino para convertirse en ciudadano naturalizado es por medio del matrimonio con un nacional; no obstante, tampoco eso garantiza la obtención de la ciudadanía, sobre todo a los no musulmanes.
Solo en circunstancias excepcionales, el gobierno de Catar puede conceder la ciudadanía a un extranjero que ha proporcionado notables servicios al estado durante varios años. Un patrono generoso puede recompensar a un trabajador leal que haya hecho una importante contribución a la empresa a lo largo de muchos años procurándole un trabajo y un permiso de residencia renovable anualmente, hasta que el empleado alcance los 60 años de edad. Pero tras su jubilación, el patrono tendrá que ser una figura de considerable influencia para mantener este «regalo» satisfaciendo a las autoridades laborales. En este caso, el trabajador no será ciudadano, sino que simplemente se le permitirá seguir en el país indefinidamente con permisos de residencia renovables cada año. No obstante, en la mayor parte de los casos, el trabajador que llega a los 60 debe dar por finalizado su contrato y abandonar el país, aunque puede volver si se le concede un visado especial.
Las autoridades cataríes también obligan a los patronos a no hacer contratos de más de 20 años consecutivos, y no hay ninguna posibilidad de que los trabajadores consigan renovar su visado si han trabajado 20 años con el mismo patrono. Esto se debe a que el gobierno de Catar no quiere pagar pensiones, y al mismo tiempo, de esta forma evita el problema de que esa persona pida la nacionalidad o la ciudadanía.
Los hijos de extranjeros nacidos en Catar no tienen derecho a la ciudadanía local y automáticamente asumen la nacionalidad de los padres. Solo si el padre es catarí se concederá al hijo la ciudadanía, para después adquirir la nacionalidad y obtener el pasaporte. Si el padre es extranjero y la madre catarí, el hijo no tiene ningún derecho de nacionalidad.
En muchos casos, el problema no afecta al hijo, pero es posible que los hijos que él tenga no disfruten de los mismos derechos de nacionalidad, ciudadanía o residencia que sus padres y abuelos.

### Igualdad entre sexos
Las mujeres cataríes han hecho significativos avances legales y sociales desde los años 90. La jequesa Mozah ha sido una gran defensora de los temas femeninos, ha apoyado conferencias de mujeres, su acceso a la educación superior, y la creación de un puesto ministerial en el gobierno dedicado a asuntos femeninos.
Como resultado de estos avances, las mujeres cataríes tienen muchas oportunidades profesionales, que incluyen puestos directivos, proyectos benéficos, servicios de salud y humanos, y trabajos en diversos sectores, incluso en la diplomacia. Según la embajada de Catar, las mujeres desempeñan trabajos en educación, salud, justicia, periodismo, aviación, banca, política, finanzas y turismo.
Entre el 36 y el 42% de las mujeres cataríes trabajan, y los expertos dicen que van adquiriendo cada vez más derechos.
En 1999, Catar permitió a las mujeres votar legalmente y obtener altos cargos en el gobierno, por nombramiento o elección.

### Derechos homosexuales (LGBT) en Catar
La sodomía consentida entre hombres adultos es ilegal en Catar, y quien la practique puede recibir una sentencia de hasta cinco años de prisión. También las relaciones sexuales consentidas entre mujeres adultas son ilegales en Catar. La orientación legal y la identidad de género no están cubiertas por ninguna legislación civil y tampoco se reconoce el matrimonio, unión civil o asociación doméstica entre personas del mismo sexo.
Según la ley Sharia, la homosexualidad en Catar se castiga con la pena de muerte para los musulmanes. El Informe de Amnistía Internacional de 2008 indicó que no hubo ejecuciones por condenas por delitos sexuales en los últimos años en Catar. Según el informe de ILGA de 2016, en Catar no se ha aplicado la pena de muerte por comportamiento sexual entre personas del mismo sexo. 
La cobertura de los derechos de los homosexuales y transgénero del New York Times publicada de abril a julio de 2018 fue censurada en Catar. La edición de Doha de The New York Times International Edition tenía grandes áreas vacías en el periódico con una nota de que los artículos ofensivos habían sido "excepcionalmente eliminados". Ocho de los nueve artículos censurados se referían a temas que afectan a las comunidades LGBT. En 2016, la estrella y modelo polaca de Instagram King Luxy fue arrestada y retenida durante dos meses en Catar por numerosos cargos, que incluyen extorsión, chantaje y agresión cibernética. Luxy afirmó que fue arrestado por "usar maquillaje en Snapchat e Instagram".

### Libertad de expresión
La libertad de expresión es el derecho político de comunicar las opiniones e ideas propias. El poeta catarí Mohamed al-Ajami, también conocido como Mohamed Ibn al-Dheeb, que criticó al gobierno en la Conferencia sobre el cambio climático de 2012 en Catar, fue condenado a cadena perpetua. No se permitió la entrada de observadores en la sala del tribunal, y el propio al-Ajami no estuvo presente en la lectura de la sentencia. Toda la información disponible apunta a que Mohamed al-Ajami fue un prisionero de conciencia sentenciado a cadena perpetua solamente por expresar su opinión. Fue liberado en marzo de 2016 mediante indulto real.

### Libertad religiosa

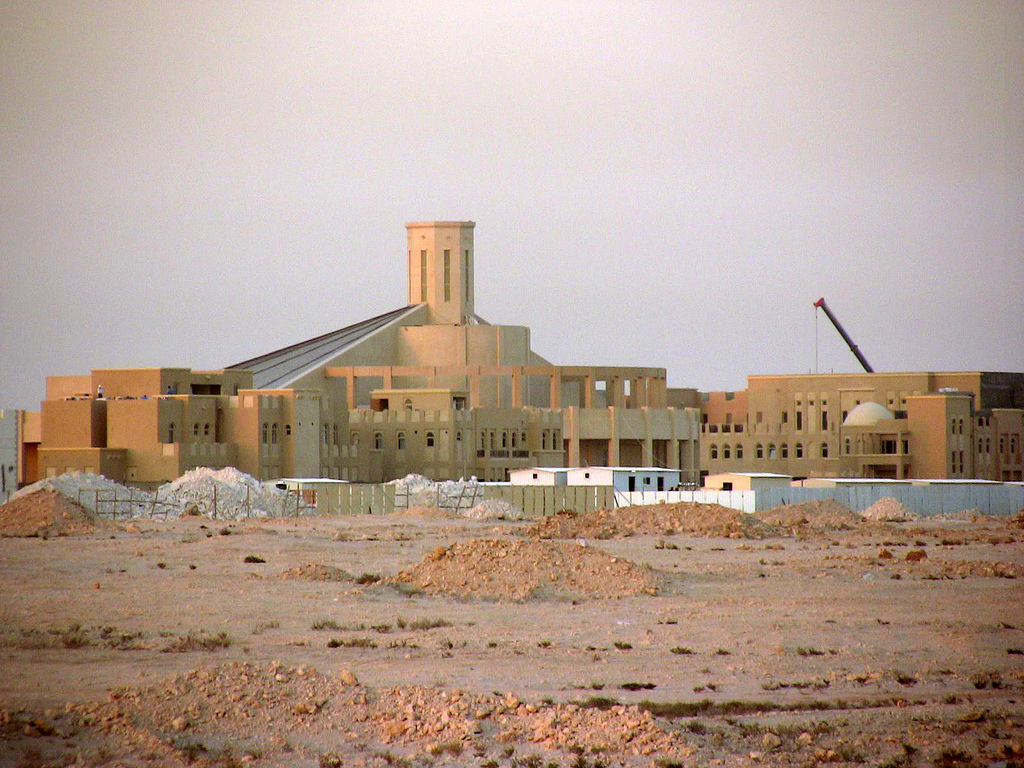
La primera iglesia católica de Catar no puede exhibir símbolos cristianos en su exterior

Catar es un país de mayoría musulmana, religión que práctica un 76% de su población. El gobierno utiliza la ley suní como base de sus códigos civil y penal. No obstante, existe cierto nivel de tolerancia religiosa. Entre los trabajadores y turistas extranjeros hay cristianos, hindúes, sijs, budistas o bahaíes, que pueden practicar su religión siempre que sean discretos y no atenten contra el orden y la moral pública.
En marzo de 2008 se consagró el primer templo católico de Catar, la iglesia de Nuestra Señora del Rosario, en Doha. Pero para cumplir la exigencia de discreción, no se admiten misioneros y la iglesia no tiene campanas, cruces u otros símbolos claramente cristianos en su exterior.

## Oficina de derechos humanos en el Ministerio de Exteriores de Catar
El artículo 21 de la ley 39/2005 del ministerio de Asuntos Exteriores estipula la formación de una «oficina de derechos humanos». Una de sus misiones principales es preparar respuestas a las acusaciones o informaciones de organizaciones y gobiernos extranjeros sobre la situación de los derechos humanos en el país.

## Situación histórica
El siguiente gráfico muestra la clasificación de Catar desde 1972 en el informe «Freedom in the World», que publica anualmente Freedom House. La clasificación 1 es «libre», y 7 es «sin libertad».
| \| Año \| Derechos políticos \| Libertades civiles \| Situación \| Emir \| \| 1972 \| 6 \| 5 \| Sin libertad \| Jeque Jalifa bin Hamad Al Thani \| \| 1973 \| 6 \| 5 \| Sin libertad \| Jeque Jalifa bin Hamad Al Thani \| \| 1974 \| 6 \| 5 \| Sin libertad \| Jeque Jalifa bin Hamad Al Thani \| \| 1975 \| 6 \| 5 \| Sin libertad \| Jeque Jalifa bin Hamad Al Thani \| \| 1976 \| 5 \| 5 \| Parcialmente libre \| Jeque Jalifa bin Hamad Al Thani \| \| 1977 \| 5 \| 5 \| Parcialmente libre \| Jeque Jalifa bin Hamad Al Thani \| \| 1978 \| 5 \| 5 \| Parcialmente libre \| Jeque Jalifa bin Hamad Al Thani \| \| 1979 \| 5 \| 5 \| Parcialmente libre \| Jeque Jalifa bin Hamad Al Thani \| \| 1980 \| 5 \| 5 \| Parcialmente libre \| Jeque Jalifa bin Hamad Al Thani \| \| 1981 \| 5 \| 5 \| Parcialmente libre \| Jeque Jalifa bin Hamad Al Thani \| \| 1982 \| 5 \| 5 \| Parcialmente libre \| Jeque Jalifa bin Hamad Al Thani \| \| 1983 \| 5 \| 5 \| Parcialmente libre \| Jeque Jalifa bin Hamad Al Thani \| \| 1984 \| 5 \| 5 \| Parcialmente libre \| Jeque Jalifa bin Hamad Al Thani \| \| 1985 \| 5 \| 5 \| Parcialmente libre \| Jeque Jalifa bin Hamad Al Thani \| \| 1986 \| 5 \| 5 \| Parcialmente libre \| Jeque Jalifa bin Hamad Al Thani \| \| 1987 \| 5 \| 5 \| Parcialmente libre \| Jeque Jalifa bin Hamad Al Thani \| \| 1988 \| 5 \| 5 \| Parcialmente libre \| Jeque Jalifa bin Hamad Al Thani \| \| 1989 \| 7 \| 5 \| Sin libertad \| Jeque Jalifa bin Hamad Al Thani \| \| 1990 \| 7 \| 5 \| Sin libertad \| Jeque Jalifa bin Hamad Al Thani \| \| 1991 \| 7 \| 5 \| Sin libertad \| Jeque Jalifa bin Hamad Al Thani \| \| 1992 \| 7 \| 6 \| Sin libertad \| Jeque Jalifa bin Hamad Al Thani \| \| 1993 \| 7 \| 6 \| Sin libertad \| Jeque Jalifa bin Hamad Al Thani \| \| 1994 \| 7 \| 6 \| Sin libertad \| Jeque Jalifa bin Hamad Al Thani \| \| 1995 \| 7 \| 6 \| Sin libertad \| Jeque Hamad bin Jalifa Al Thani \| \| 1996 \| 7 \| 6 \| Sin libertad \| Jeque Hamad bin Jalifa Al Thani \| \| 1997 \| 7 \| 6 \| Sin libertad \| Jeque Hamad bin Jalifa Al Thani \| \| 1998 \| 7 \| 6 \| Sin libertad \| Jeque Hamad bin Jalifa Al Thani \| \| 1999 \| 6 \| 6 \| Sin libertad \| Jeque Hamad bin Jalifa Al Thani \| \| 2000 \| 6 \| 6 \| Sin libertad \| Jeque Hamad bin Jalifa Al Thani \| \| 2001 \| 6 \| 6 \| Sin libertad \| Jeque Hamad bin Jalifa Al Thani \| \| 2002 \| 6 \| 6 \| Sin libertad \| Jeque Hamad bin Jalifa Al Thani \| \| 2003 \| 6 \| 6 \| Sin libertad \| Jeque Hamad bin Jalifa Al Thani \| \| 2004 \| 6 \| 6 \| Sin libertad \| Jeque Hamad bin Jalifa Al Thani \| \| 2005 \| 6 \| 5 \| Sin libertad \| Jeque Hamad bin Jalifa Al Thani \| \| 2006 \| 6 \| 5 \| Sin libertad \| Jeque Hamad bin Jalifa Al Thani \| \| 2007 \| 6 \| 5 \| Sin libertad \| Jeque Hamad bin Jalifa Al Thani \| \| 2008 \| 6 \| 5 \| Sin libertad \| Jeque Hamad bin Jalifa Al Thani \| \| 2009 \| 6 \| 5 \| Sin libertad \| Jeque Hamad bin Jalifa Al Thani \| \| 2010 \| 6 \| 5 \| Sin libertad \| Jeque Hamad bin Jalifa Al Thani \| \| 2011 \| 6 \| 5 \| Sin libertad \| Jeque Hamad bin Jalifa Al Thani \| |                    |                    |                    |                                 |
| Año | Derechos políticos | Libertades civiles | Situación          | Emir                            |
| 1972 | 6                  | 5                  | Sin libertad       | Jeque Jalifa bin Hamad Al Thani |
| 1973 | 6                  | 5                  | Sin libertad       | Jeque Jalifa bin Hamad Al Thani |
| 1974 | 6                  | 5                  | Sin libertad       | Jeque Jalifa bin Hamad Al Thani |
| 1975 | 6                  | 5                  | Sin libertad       | Jeque Jalifa bin Hamad Al Thani |
| 1976 | 5                  | 5                  | Parcialmente libre | Jeque Jalifa bin Hamad Al Thani |
| 1977 | 5                  | 5                  | Parcialmente libre | Jeque Jalifa bin Hamad Al Thani |
| 1978 | 5                  | 5                  | Parcialmente libre | Jeque Jalifa bin Hamad Al Thani |
| 1979 | 5                  | 5                  | Parcialmente libre | Jeque Jalifa bin Hamad Al Thani |
| 1980 | 5                  | 5                  | Parcialmente libre | Jeque Jalifa bin Hamad Al Thani |
| 1981 | 5                  | 5                  | Parcialmente libre | Jeque Jalifa bin Hamad Al Thani |
| 1982 | 5                  | 5                  | Parcialmente libre | Jeque Jalifa bin Hamad Al Thani |
| 1983 | 5                  | 5                  | Parcialmente libre | Jeque Jalifa bin Hamad Al Thani |
| 1984 | 5                  | 5                  | Parcialmente libre | Jeque Jalifa bin Hamad Al Thani |
| 1985 | 5                  | 5                  | Parcialmente libre | Jeque Jalifa bin Hamad Al Thani |
| 1986 | 5                  | 5                  | Parcialmente libre | Jeque Jalifa bin Hamad Al Thani |
| 1987 | 5                  | 5                  | Parcialmente libre | Jeque Jalifa bin Hamad Al Thani |
| 1988 | 5                  | 5                  | Parcialmente libre | Jeque Jalifa bin Hamad Al Thani |
| 1989 | 7                  | 5                  | Sin libertad       | Jeque Jalifa bin Hamad Al Thani |
| 1990 | 7                  | 5                  | Sin libertad       | Jeque Jalifa bin Hamad Al Thani |
| 1991 | 7                  | 5                  | Sin libertad       | Jeque Jalifa bin Hamad Al Thani |
| 1992 | 7                  | 6                  | Sin libertad       | Jeque Jalifa bin Hamad Al Thani |
| 1993 | 7                  | 6                  | Sin libertad       | Jeque Jalifa bin Hamad Al Thani |
| 1994 | 7                  | 6                  | Sin libertad       | Jeque Jalifa bin Hamad Al Thani |
| 1995 | 7                  | 6                  | Sin libertad       | Jeque Hamad bin Jalifa Al Thani |
| 1996 | 7                  | 6                  | Sin libertad       | Jeque Hamad bin Jalifa Al Thani |
| 1997 | 7                  | 6                  | Sin libertad       | Jeque Hamad bin Jalifa Al Thani |
| 1998 | 7                  | 6                  | Sin libertad       | Jeque Hamad bin Jalifa Al Thani |
| 1999 | 6                  | 6                  | Sin libertad       | Jeque Hamad bin Jalifa Al Thani |
| 2000 | 6                  | 6                  | Sin libertad       | Jeque Hamad bin Jalifa Al Thani |
| 2001 | 6                  | 6                  | Sin libertad       | Jeque Hamad bin Jalifa Al Thani |
| 2002 | 6                  | 6                  | Sin libertad       | Jeque Hamad bin Jalifa Al Thani |
| 2003 | 6                  | 6                  | Sin libertad       | Jeque Hamad bin Jalifa Al Thani |
| 2004 | 6                  | 6                  | Sin libertad       | Jeque Hamad bin Jalifa Al Thani |
| 2005 | 6                  | 5                  | Sin libertad       | Jeque Hamad bin Jalifa Al Thani |
| 2006 | 6                  | 5                  | Sin libertad       | Jeque Hamad bin Jalifa Al Thani |
| 2007 | 6                  | 5                  | Sin libertad       | Jeque Hamad bin Jalifa Al Thani |
| 2008 | 6                  | 5                  | Sin libertad       | Jeque Hamad bin Jalifa Al Thani |
| 2009 | 6                  | 5                  | Sin libertad       | Jeque Hamad bin Jalifa Al Thani |
| 2010 | 6                  | 5                  | Sin libertad       | Jeque Hamad bin Jalifa Al Thani |
| 2011 | 6                  | 5                  | Sin libertad       | Jeque Hamad bin Jalifa Al Thani |

- Esta obra contiene una traducción  derivada de «Human rights in Qatar» de Wikipedia en inglés, publicada por sus editores bajo la Licencia de documentación libre de GNU y la Licencia Creative Commons Atribución-CompartirIgual 4.0 Internacional.